# Annie Costner
Annie Costner (* 15. April 1984) ist eine US-amerikanische Filmproduzentin, Regisseurin und ehemalige Schauspielerin.

## Familie
Annie Costner ist die Tochter von Kevin Costner und dessen erster Ehefrau Cindy Silva. 1994 ließen sich ihre Eltern scheiden. Sie hat zwei Geschwister und vier Halbgeschwister.

## Filmografie
- 1990: Der mit dem Wolf tanzt (Dances with Wolves)
- 1995: Angriff der Schnullerbrigade (The Baby-Sitters Club)
- 1997: Postman (The Postman)
- 2010: Lazy Teenage Superheroes